# Ziechenweber
Ziechenweber, auch Bettziechenweber oder Ziechner, sind Bezeichnungen für einen ehemaligen Handwerksberuf. Sie webten leinene Kissenbezüge und Bettdecken.  Die „Fraternitas der Kölner Bettziechenweber“, der erste zünftige Zusammenschluss, fand 1149 statt. In Frankfurt a. M. wurden sie Decklakener genannt und seit Mitte des 14. Jh. oft erwähnt. Auch Frauen fanden in diesem Handwerk reichlich Beschäftigung.